# Oceania Sevens 2019
El Oceania Sevens de 2019 fue la duodécima edición del torneo de rugby 7 de Oceanía.
El torneo otorgó una plaza para el Torneo masculino de rugby 7 en los Juegos Olímpicos de Tokio 2020, además de 2 plazas para el Torneo Preolímpico Mundial Masculino de Rugby 7 2020.
Se disputó del 7 al 9 de noviembre en el ANZ Stadium de la ciudad de Suva, Fiyi.

## Fase de grupos

### Grupo A
| Equipo          | Encuentros | Encuentros | Encuentros | Encuentros | Tantos  | Tantos    | Tantos     | Puntos |
| Equipo          | jugados    | ganados    | empatados  | perdidos   | a favor | en contra | diferencia | Puntos |
| --------------- | ---------- | ---------- | ---------- | ---------- | ------- | --------- | ---------- | ------ |
| Fiyi            | 4          | 4          | 0          | 0          | 175     | 15        | +160       | 12     |
| Japón           | 4          | 3          | 0          | 1          | 98      | 45        | +53        | 10     |
| Nueva Zelanda   | 4          | 2          | 0          | 2          | 124     | 38        | +86        | 8      |
| Nueva Caledonia | 4          | 1          | 0          | 3          | 17      | 180       | –163       | 6      |
| Niue            | 4          | 0          | 0          | 4          | 7       | 143       | –136       | 4      |

### Grupo B
| Equipo             | Encuentros | Encuentros | Encuentros | Encuentros | Tantos  | Tantos    | Tantos     | Puntos |
| Equipo             | jugados    | ganados    | empatados  | perdidos   | a favor | en contra | diferencia | Puntos |
| ------------------ | ---------- | ---------- | ---------- | ---------- | ------- | --------- | ---------- | ------ |
| Samoa              | 4          | 4          | 0          | 0          | 156     | 7         | +149       | 12     |
| Papúa Nueva Guinea | 4          | 3          | 0          | 1          | 77      | 50        | +27        | 10     |
| Islas Salomón      | 4          | 2          | 0          | 2          | 45      | 88        | –43        | 8      |
| Islas Cook         | 4          | 1          | 0          | 3          | 50      | 88        | –38        | 6      |
| Tuvalu             | 4          | 0          | 0          | 4          | 24      | 119       | –95        | 4      |

### Grupo C
| Equipo          | Encuentros | Encuentros | Encuentros | Encuentros | Tantos  | Tantos    | Tantos     | Puntos |
| Equipo          | jugados    | ganados    | empatados  | perdidos   | a favor | en contra | diferencia | Puntos |
| --------------- | ---------- | ---------- | ---------- | ---------- | ------- | --------- | ---------- | ------ |
| Australia       | 4          | 4          | 0          | 0          | 201     | 7         | +194       | 12     |
| Tonga           | 4          | 3          | 0          | 1          | 97      | 44        | +53        | 10     |
| Samoa Americana | 4          | 2          | 0          | 2          | 41      | 116       | –75        | 8      |
| Vanuatu         | 4          | 1          | 0          | 3          | 43      | 119       | –76        | 6      |
| Nauru           | 4          | 0          | 0          | 4          | 33      | 129       | –96        | 4      |

## Fase Final

### Quinto puesto
| 9 de noviembre | Papúa Nueva Guinea | 0 - 31 | Tonga |  |  |

- Tonga clasifica al repechaje olímpico.

### Semifinales
| 9 de noviembre | Fiyi | 33 - 0 | Japón |  |  |

| 9 de noviembre | Samoa | 12 - 19 | Australia |  |  |

- Samoa clasifica al repechaje olímpico.

### Tercer puesto
| 9 de noviembre | Japón | 26 - 21 | Samoa |  |  |

### Final
| 9 de noviembre | Fiyi | 7 - 22 | Australia |  |  |

- Australia clasifica a Tokio 2020.

| Bandera de Australia |
| Campeón Australia    |
| 4.to título          |